# Taiarapu-Est
Taiarapu-Est è un comune della Polinesia francese nell'isola di Tahiti nelle Isole del Vento.
Il comune è composto da 2 comuni associati e da 2 "sezioni":
| Classifica | Sezioni del comune e comuni associati | Comune       | 29-4-1977 | 15-10-1983 | 6-9-1988 | 3-9-1996 | 7-11-2002 | 26-12-2007 (ISPF) |
| ---------- | ------------------------------------- | ------------ | --------- | ---------- | -------- | -------- | --------- | ----------------- |
| 1          | Afaahiti-Taravao                      | Taiarapu-Est | 1.460     | 1.876      | 2.378    | 3.315    | 4.487     | 5.321             |
| 2          | Tautira                               | Taiarapu-Est | 1.163     | 1.411      | 1.763    | 2.247    | 2.343     | 2.338             |
| 3          | Pueu                                  | Taiarapu-Est | 1.057     | 1.202      | 1.428    | 1.724    | 1.886     | 2.037             |
| 4          | Faaone                                | Taiarapu-Est | 681       | 828        | 1.033    | 1.329    | 1.599     | 1.853             |